# Coignières
Coignières ist eine französische Gemeinde mit 4385 Einwohnern (Stand 1. Januar 2022) im Département Yvelines in der Region Île-de-France. Sie gehört zum Arrondissement Rambouillet und zum Kanton Maurepas. Die Einwohner werden Coignièriens genannt.

## Geographie
Coignières befindet sich rund 30 Kilometer südwestlich von Paris und umfasst eine Fläche von 827 Hektar. Nachbargemeinden sind Maurepas, Le Mesnil-Saint-Denis, Lévis-Saint-Nom, Les Essarts-le-Roi und Saint-Rémy-l’Honoré.

### Verkehrsanbindung
Coignières hat einen Bahnhof, an welchem Züge der Linie N halten. Somit ist der Ort an das Schienennetz der Vorortzüge von Paris angeschlossen.

## Bevölkerungsentwicklung
| Jahr      | 1968 | 1975 | 1982 | 1990 | 1999 | 2006 | 2011 |
| --------- | ---- | ---- | ---- | ---- | ---- | ---- | ---- |
| Einwohner | 987  | 1799 | 3786 | 4157 | 4231 | 4402 | 4476 |

## Sehenswürdigkeiten

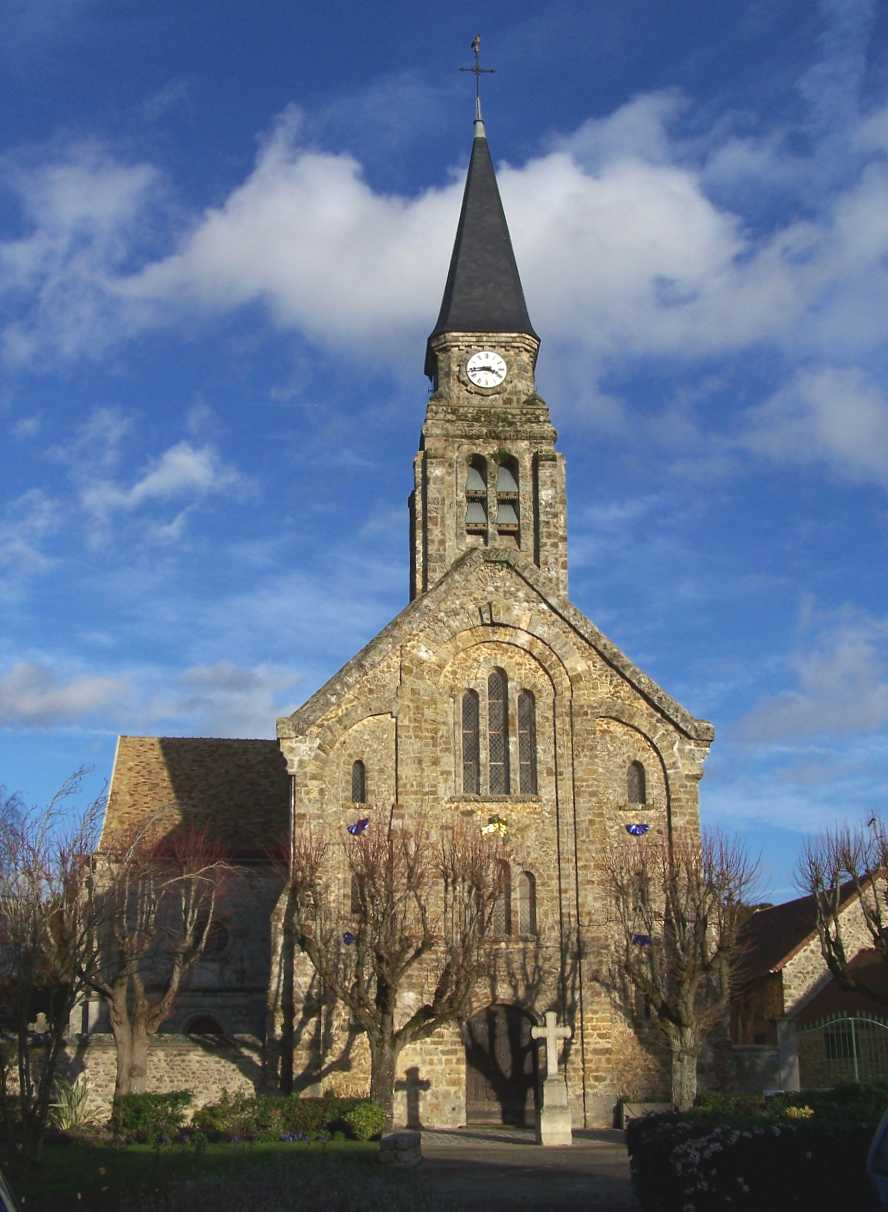
Kirche St-Germain

Siehe auch: Liste der Monuments historiques in Coignières
- Katholische Pfarrkirche St-Germain-d’Auxerre